# Radiodifusió multimèdia digital

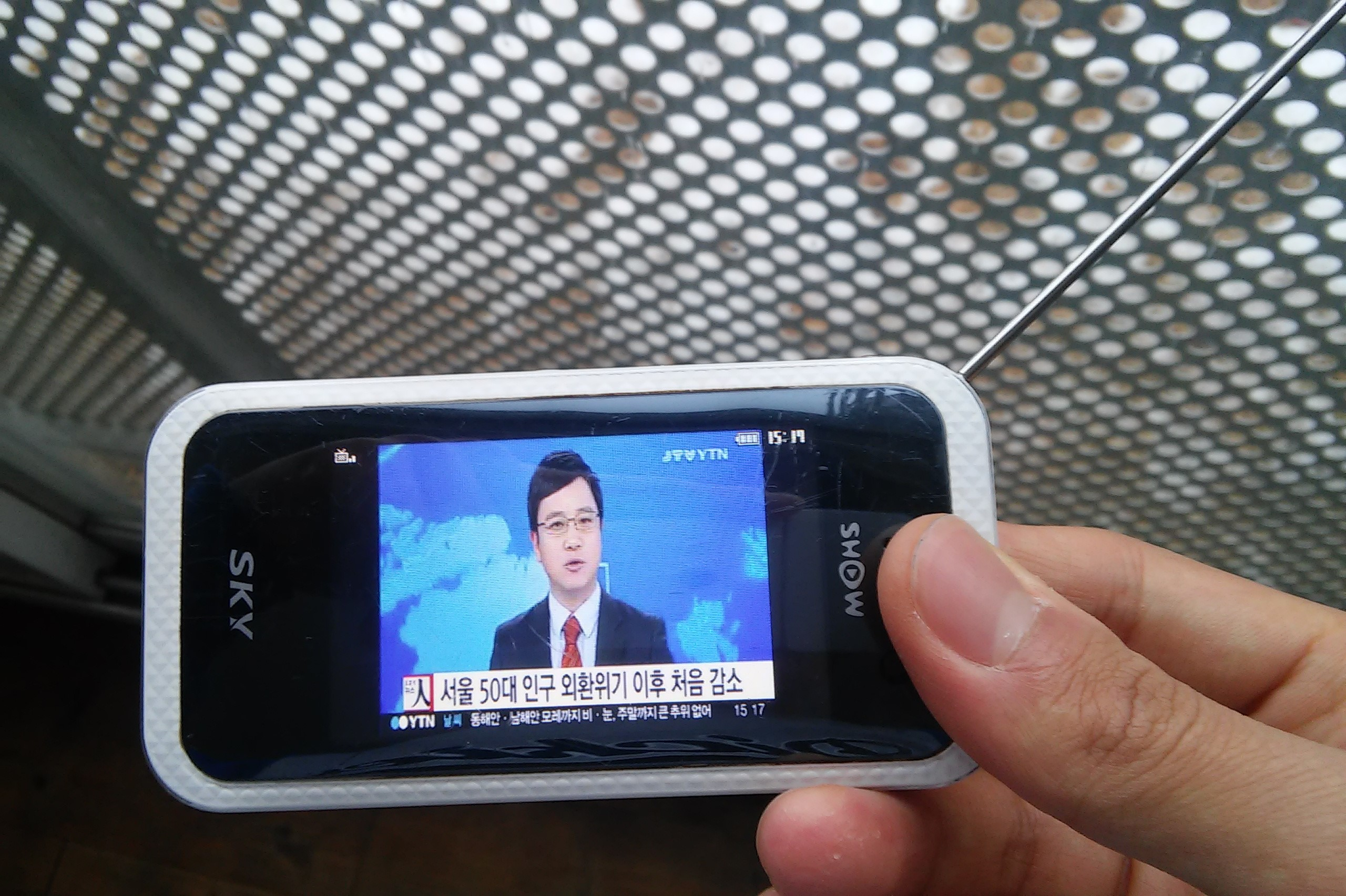
Corea sembla que cal veure el telèfon mòbil DMB

La radiodifusió multimèdia digital també conegut amb l'abreviació anglesa DMB de Digital Multimedia Broadcasting és un sistema de transmissió radiofònica comercialitzat inicialment a Corea del Sud. Pot enviar dades, radio i televisió a aparells mòbils (PDA, telèfons mòbils, GPS per automòbils) o fixes. El senyal es transmet per satèl·lit (S-DMB) o per via terrestre (T-DMB) a través dels múltiplexs de ràdio digital DAB (Digital Audio Broadcasting), que funcionen a Europa. Aquest sistema permet, entre altres opcions, gaudir de video en temps real des d'un dispositiu mòbil per exemple. Actualment, el sistema DMB està implantat amb èxit al país asiàtic.

## Els inicis
El sistema de radiodifusió DMB va ser desenvolupat a Corea seguint el model europeu Eureka 147 (protocol de comunicacions per ràdio digital) més conegut per DAB (Digital Audio Broadcasting). DAB (predecessor del DMB terrestre) va ser creat a Europa als anys 80. Els països de la UE van organitzar un projecte anomenat Eureka-147 al 1987 per investigar les possibilitats de la tecnologia de ràdio digital. La BBC va llençar el seu servei DAB terrestre el 1995. Altres països han introduït serveis DAB.
A més de rebre ràdio digital en temps real, aquest sistema també permet d'incorporar altres eines de codificació i correcció d'errors respecte al model DAB. DMB és en part una evolució del DAB, i tot i basar-se en aquest sistema n'amplia els lcimits. A més a més de les similituds lògiques entre DAB i DMB, aquest últim té algunes similituds amb l'estandard per a televisió mòbil DVB-H (Digital Video Broadcasting Handheld).

## DMB actualment
Actualment el DMB ens permet enviar serveis de televisió a receptors mòbils, inclòs d'alta velocitat (automòbils, trens, etc.). El pas al domini digital obre un nou món de possibilitats en les noves estacions d'emissió, augment de facilitats, millora de la qualitat del so i noves oportunitats d'ingressos per les companyies emissores. No només es poden transmetre so i veu sinó que es poden incloure fitxers de dades fins i tot aplicacions senceres.
Exemple: l'emissió d'un debat polític podria incloure una aplicació informàtica per possibilitar el vot dels espectadors.

## Característiques tècniques
El ministeri d'informació i de comunicació Corea (KMIC) va estandarditzar el terme DMB per descriure la transmissió de serveis que inclouen des d'àudio fins a la difusió de televisió i dades.
DMB es classifica en DMB terrestre (T-DMB) i satèl·lit (S-DMB), d'acord amb el tipus de tecnologia i la configuració de la xarxa. Ambdós serveis marquen una nova època en la comunicació mòbil, tot i que els seus orígens són diferents. L'especificació tècnica de DMB es classifica principalment en "Sistema A" i "Sistema B". El primer es basa en OFDM (Orthogonal Frequency Division Multiplexing), un estàndard per a televisió digital a Europa; mentre que el segon es basa en CDM (Code Division Multiplexing), amb el mateix principi que la tecnologia de comunicació mòbil.

### Sistemes de compressió
Per la difusió de serveis multimèdia és necessari tenir mètodes de compressió, tant de vídeo como d'àudio, amb la finalitat de necessitar la mínima taxa de transferència per oferir uns serveis de qualitat acceptable. Així es redueix l'amplada de banda necessària, un punt a tenir en compte a causa de la limitació de l'espectre radioelèctric. Aquests sistemes de compressió han de ser "simples" (quant a processament) per ser accessibles als terminals d'usuari menys complexos.
Aquests continguts són processats amb els següents còdecs:
- Video: MPEG-4 AVC (ISO/IEC 14496-10) / H.264

MPEG-4 Part 10 / H.264 l'estàndard de codificació de vídeo més recent. Aprovat per la ITU-T en la recomanació L'H.264, es compon de dues parts principals: VCL (Video Coding Layer) que representa eficientment els continguts de vídeo (millorant l'eficiència de codificació amb un factor 2 sobre MPEG-2 per a la mateixa qualitat de vídeo); NAL (Network Abstraction Layer) que proporciona més facilitat de treball amb la xarxa.
Els estàndards de DMB especifiquen que els serveis de vídeo han de ser proporcionats per a unes dimensions màximes de visualització de 352x288 píxels, amb una taxa de 30 fps (frames per segon). D'aquesta manera s'hauria d'obtenir una qualitat VCD en una pantalla LCD de 7 polzades, amb accés aleatori cada 0,5 segons de la seqüència.
- Àudio: MPEG-4 (ISO/IEC 14496-3) BSAC

Els serveis d'àudio de DMB haurien de ser capaços de suportar radiodifusió d'àudio estèreo estandarditzat a la taxa de mostreig de 24, 44,1, 48 kHz. A més de proporcionar qualitat de CD per a la radiodifusió només d'àudio i una qualitat superior a la radio FM analògica per l'àudio acompanyat de vídeo. La màxima taxa de bit establerta per l'àudio en estèreo és de 128 Kbps.

### Paràmetres del sistema
DMB utilitza la banda L i la banda III (VHF). El mòdem utilitza la modulació OFDM-4DPSK amb una amplada de banda de 1.526 MHz. El sistema en recepció ha de proporcionar almenys una sensibilitat de -96 dBm per garantir una taxa d'error de 10−4, para mantenir unes prestacions acceptables.

## Principals diferències amb DVB-H
Radiodifusió multimèdia digital proveeix de major qualitat als serveis de vídeo que DVB-H, té una major eficiència en la utilització frequencial a causa d'una assignació totalment independent del rang de freqüències dels diferents operadors. L'estructura del receptor és més simple en DMB, i és més robusta a caigudes degudes al canal de transmissió. En DVB-H tenim un 40% més de consum de potència, però ofereix una major taxa de bits, per contra a causa d'això es perd cobertura i capacitat de mobilitat. Aquestes característiques fan que DMB sigui més apropiat per terminals mòbils petits.
Per tant, des del punt de vista de la televisió mòbil, el DMB és una de les millors alternatives possibles per a la difusió de televisió mòbil. Com a principals alternatives al DVB-H tenim:
- DMB: La radiodifusió multimèdia digital (DMB) proporciona serveis de televisió mòbil utilitzant l'estàndard de difusió d'àudio digital Eureka-147 (DAB) amb l'estàndard addicional error-correcció. T-DMB utilitza la xarxa terrestre en banda III i/o banda L, mentre que S-DMB utilitza una xarxa basada en satèl·lits de banda L. Mentre que els primers productes convergents del telèfon mòbil DMB van desenvolupar una freqüència basada en satèl·lits, l'electrònica del LG va presentar el primer receptor de T-DMB amb un telèfon mòbil el 2004. Els serveis de S-DMB van sortir al mercat el 2005 i s'esperava un llançament comercial dels serveis de T-DMB pel 2006
- ISDB-T: La difusió dels serveis digitals integrats (ISDB-T), desenvolupada al Japó com el seu estàndard terrestre digital de la televisió mòbil.
- MediaFLO: sistema propietari desenvolupat per Qualcomm per donar serveis de difusió als receptors portàtils utilitzant OFD.

## Desplegament de radiodifusió multimèdia digital (DMB)
El 2005, Corea del Sud va començar el desplegament gradual de les dues versions d'aquesta tecnologia, primer amb S-DMB i després la versió terrestre, T-DMB, amb 7 canals de televisió, 13 canals de ràdio i 8 canals de dades. Actualment ja es venen gran quantitat de receptors d'aquesta tecnologia entre els quals els més destacables són: sistemes de navegació per vehicles, telèfons mòbils o PDA's. A Europa aquesta tecnologia encara es troba en període de proves però es preveu que i a mitjà termini es desenvolupin serveis comercials al Regne Unit, Alemanya i Suïssa.

## Estàndards per a la televisió mòbil
Ara mateix hi ha quatre estàndards per poder veure la televisió en dispositius mòbils:
- DVB-H: Digital Video Broadcasting Handheld. L'Institut Europeu d'Estàndards de Telecomunicació (ETSI) va optar per l'adopció de DVB-H com a estàndard europeu de televisió digital terrestre (TDT) per a serveis mòbils
- T-DMB: Terrestrial Digital Multimedia Broadcasting.
- S-DMB: Satellite Digital Multimedia Broadcasting.
- MediaFLO: Nova tecnologia desenvolupada per l'empresa Qualcomm per la transmissió de vídeo a aparells mòbils.